# Stanisław Kasperkowiak
Stanisław Kazimierz Kasperkowiak (ur. 16 stycznia 1942 w Szelejewie) – oficer dyplomowany polskiej Marynarki Wojennej w stopniu kontradmirała, inżynier nawigator, pod koniec lat 60. dowódca okrętu desantowego ORP „Wisła”, w okresie od 1986 do 1993 roku dyrektor Departamentu Spraw Obronnych w Urzędzie Gospodarki Morskiej, następnie do 2002 roku dowódca 8 Flotylli Obrony Wybrzeża, odznaczony Krzyżami Oficerskim i Kawalerskim Orderem Odrodzenia Polski.

## Wykształcenie
Jest absolwentem Technikum Mechaniczno-Elektrycznego w Gdańsku. W latach 1961–1965 studiował na Wydziale Pokładowym Wyższej Szkoły Marynarki Wojennej im. Bohaterów Westerplatte w Gdyni, który ukończył z oceną bardzo dobrą, otrzymując promocję oficerską oraz tytuł zawodowy inżyniera nawigatora. Od 1972 do 1975 roku przebywał na studiach w Akademii Marynarki Wojennej ZSRR im. marsz. Klimenta Woroszyłowa w Leningradzie. W 1979 roku odbył Podyplomowe Studia Operacyjno-Strategiczne w Akademii Sztabu Generalnego Wojska Polskiego im. gen. broni Karola Świerczewskiego w Warszawie.

## Służba wojskowa
Na pierwsze stanowisko – dowódcy działu okrętowego II artyleryjskiego – wyznaczono go na okręt desantowy ORP „Bzura” projektu 770D. W 1966 roku został zastępcą dowódcy bliźniaczego ORP „Wisła”, a następnie dowodził tym okrętem. Od 1969 roku był starszym pomocnikiem szefa sztabu ds. szkolenia w Dowództwie 2 Brygady Okrętów Desantowych w Świnoujściu. W latach 1975–1979 zajmował stanowisko zastępcy szefa Wydziału Operacyjnego w Sztabie 8 Flotylli Obrony Wybrzeża w Świnoujściu, po czym został szefem tego wydziału i jednocześnie zastępcą szefa sztabu. W 1982 roku rozpoczął służbę jako szef sztabu – zastępca dowódcy 8 Flotylli Obrony Wybrzeża, natomiast od 1986 roku pracował na stanowisku dyrektora Departamentu Spraw Obronnych w Urzędzie Gospodarki Morskiej w Warszawie. W okresie od 1993 do 2002 roku był dowódcą 8 Flotylli Obrony Wybrzeża. W 2001 roku został honorowym członkiem Jacht Klubu Marynarki Wojennej „Kotwica” w Gdyni.

## Awanse oficerskie
- podporucznik marynarki – 1965
- porucznik marynarki – 1967
- kapitan marynarki – 1971
- komandor podporucznik – 1976
- komandor porucznik – 1980
- komandor – 1985
- kontradmirał – 1993

## Odznaczenia
- Krzyż Oficerski Orderu Odrodzenia Polski – 2001[4]
- Krzyż Kawalerski Orderu Odrodzenia Polski – 1988
- Złoty Krzyż Zasługi – 1978
- Srebrny Krzyż Zasługi
- Złoty Medal „Siły Zbrojne w Służbie Ojczyzny”
- Srebrny Medal Siły Zbrojne w Służbie Ojczyzny
- Złoty Medal „Za Zasługi dla Obronności Kraju”
- Srebrny Medal Za zasługi dla obronności kraju
- Brązowy Medal Za zasługi dla obronności kraju
- Krzyż Honoru Bundeswehry w Złocie – Niemcy, 1997